# Black Angelika
Black Angelika (Bucarest, 25 de octubre de 1987) es una actriz pornográfica y modelo erótica rumana retirada.

## Carrera
Angelika empezó su carrera en la industria pornográfica en 2006. La actriz rumana pertenece al catálogo de estrellas porno del sitio web Brazzers, además de haber realizado numerosas escenas y sesiones fotográficas para la compañía de películas pornográficas Private. Angelika hace parte de reconocidos sitios web para adultos, y realizó más de 150 películas pornográficas durante su carrera. En 2009 ganó el Premio Hot d'Or a la mejor estrella europea, y en 2010 ganó el Premio Erotixxx a la mejor actriz europea. En 2011 la revista americana Complex enumeró a Black Angelika en su Top 100 de las estrellas porno más calientes del momento, y la señalaron como la reina de la doble penetración de Europa.

## Premios y nominaciones
| Año  | Premio           | Resultado | Categoría                                         | Película          |
| ---- | ---------------- | --------- | ------------------------------------------------- | ----------------- |
| 2008 | Premios FICEB    | Nominada  | Mejor actriz de reparto                           | Ibiza Sex Party 5 |
| 2009 | Premios AVN      | Nominada  | Artista femenina extranjera del año               | —                 |
| 2009 | Premios Hot d'Or | Ganadora  | Mejor estrella europea                            | —                 |
| 2010 | Premios Erotixxx | Ganadora  | Mejor actriz europea                              | —                 |
| 2011 | Miss FreeOnes    | Nominada  | Mejor nena europea                                | —                 |
| 2011 | Premios AVN      | Nominada  | Artista femenina extranjera del año               | —                 |
| 2011 | Premios AVN      | Nominada  | Mejor escena de sexo en una producción extranjera | All Star 2        |
| 2012 | Premios AVN      | Nominada  | Artista femenina extranjera del año               | —                 |
| 2012 | Premios XBIZ     | Nominada  | Artista femenina extranjera del año               | —                 |
| 2013 | Premios AVN      | Nominada  | Artista femenina extranjera del año               | —                 |
| 2014 | Miss FreeOnes    | Nominada  | Miss FreeOnes                                     | —                 |